# Cycas pranburiensis
Cycas pranburiensis är en kärlväxtart som beskrevs av S.L. Yang, K.D. Hill, W. Tang och P. Vatcharakorn. Cycas pranburiensis ingår i släktet Cycas, och familjen Cycadaceae. IUCN kategoriserar arten globalt som sårbar. Inga underarter finns listade i Catalogue of Life.